# Palacio de la Mosquera

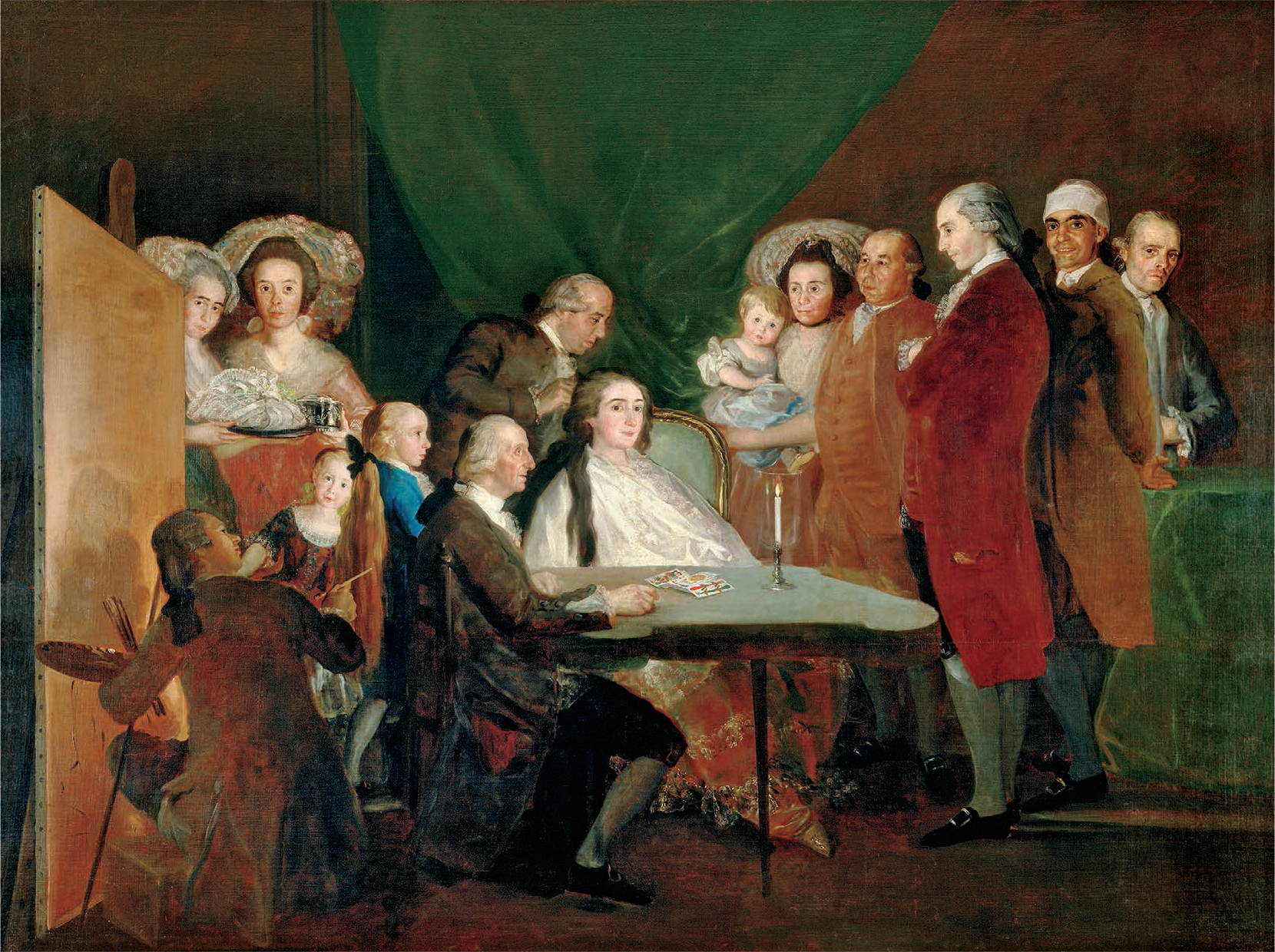
La familia del infante don Luis de Borbón (1784), por Francisco de Goya.

El palacio de la Mosquera, también conocido como palacio del Infante don Luis de Borbón es un palacio neoclásico de finales del siglo XVIII, situado en el municipio de Arenas de San Pedro, provincia de Ávila, España. Fue construido por el Infante Don Luis Antonio de Borbón y Farnesio, sexto hijo de Felipe V y hermano de Carlos III que, desterrado de la corte madrileña tras contraer matrimonio morganático con María Teresa Vallabriga, trasladó su residencia del Palacio de Boadilla del Monte en Madrid a la villa de Arenas de San Pedro.

## Historia
El infante llegó con su familia a Arenas de San Pedro en 1778, y decidió instalarse en un primer momento en la casa Lletget, luego en el Palacio Viejo, el Palacio de las Damas, además de realizar las obras para encauzar el arroyo Guisete. En 1779 encargó el proyecto de un nuevo palacio al renombrado arquitecto Ventura Rodríguez. El arquitecto madrileño supervisaría la realización del proyecto, pero delegó su ejecución en cuatro colaboradores: el arquitecto Mateo Guill, el maestro de obras del Infante Alfonso Regalado, y los hermanos Ignacio y Domingo Tomás. La envergadura del proyecto y la avanzada edad de don Luis hicieron que el proyecto nunca llegara a concluirse.
Los ocho años que el Infante vivió en este Palacio fueron la época de mayor esplendor cultural de la villa. El Infante, gran amante del arte, de la historia y de la ciencia y considerado uno de los más importantes mecenas y coleccionistas del reino, contribuyó de forma importante al arte nacional y al desarrollo de Arenas de San Pedro, convocando a viajeros europeos ilustres y a numerosos artistas: compositores como Luigi Boccherini, arquitectos como Ventura Rodríguez y pintores como Francisco de Goya, quien inmortalizaría en sus cuadros el magnífico entorno de la sierra de Gredos. Don Luis reunió en el palacio de Arenas una rica, original y variada colección de pinturas, estampas, dibujos y esculturas. Amante de la historia y de la ciencia, creó un completo Gabinete de Historia Natural y una espléndida biblioteca, que sin duda debieron causar gran impresión al visitante de la época.
El infante falleció en Arenas de San Pedro el 7 de agosto de 1785. Vaciado el palacio de todo su contenido entre 1785 y 1796, ocupado por las tropas napoleónicas en 1809 durante la Guerra de Independencia y convertido en seminario menor entre 1868 y 1869, fue vendido por sus herederos y destinado a seminario hasta 1972, período durante el cual fue objeto de importantes modificaciones en su distribución interna. El palacio fue finalmente comprado en 1988 por el Ayuntamiento de Arenas de San Pedro, que procedió a la rehabilitación y puesta en valor de todo el conjunto. En fechas recientes el palacio y su entorno han sido utilizados como galería de exposiciones, pasarela para desfiles de moda o como escenario de festivales de danza y conciertos.

## Descripción
El edificio, construido entre los años 1780 y 1783, se caracteriza por su disposición neoclásica. Siguiendo el orden característico de la arquitectura palaciega presenta una planta cerrada, articulada en torno a un patio interior cuyo centro está ocupado una fuente piramidal. La planta se ordena en cinco crujías paralelas a la fachada principal, siendo la central donde se ubican la escalinata y los patios. A su vez estas crujías se cortan mediante otras perpendiculares, ordenando y dividiendo la planta en estancias cuadriláteras bien proporcionadas, de total regularidad, donde el eje se convierte en el protagonista. La fachada muestra las huellas evidentes de un edificio inacabado que utiliza materiales característicos de su entorno como el granito gris y los revocos de arena del Tiétar.

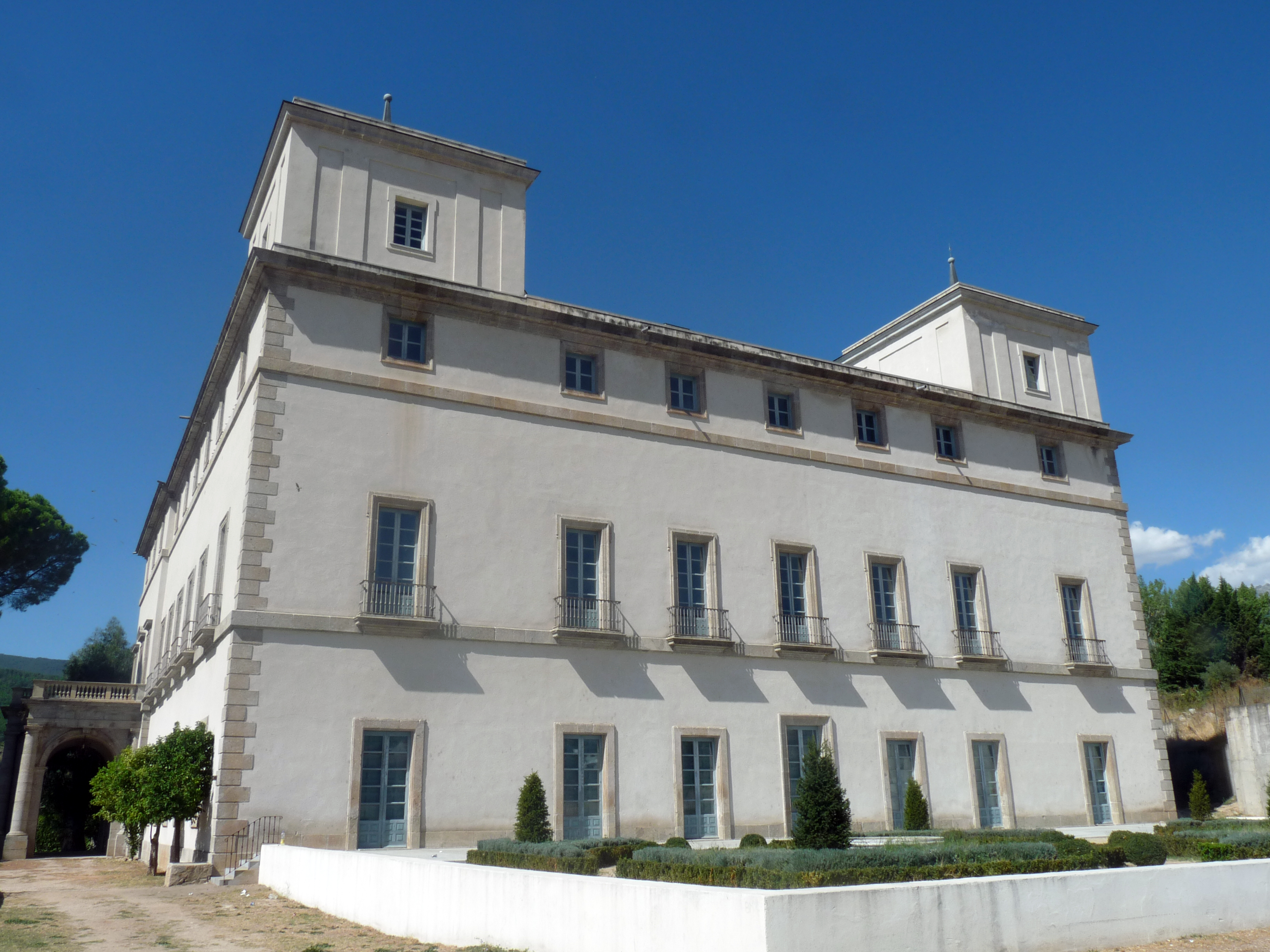
Vista este del palacio

Al exterior el palacio destaca por sus elegantes proporciones, ordenando sus tres niveles con unas líneas horizontales claramente palaciegas. Los torreones que se elevan sobre la cubierta y rematan las esquinas dotan al palacio de un aspecto escurialense, que recuerda al proyectado por Ventura Rodríguez en su palacio de Boadilla del Monte. Inicialmente estaban previstos cuatro torreones, uno en cada esquina, pero finalmente sólo pudieron ejecutarse dos de ellos. Este carácter sobrio y ordenado caracteriza su exterior, donde destaca por su monumentalidad el pórtico. La entrada principal del palacio se realiza a través de este bello pórtico de proporciones clásicas diseñado por Ignacio Tomás en piedra granítica, concebido como un arco de triunfo formado por tres arcos con seis columnas dóricas y un balcón con balaustrada y que da acceso al zaguán. El zaguán permite el acceso al espacio de la escalera, espacio cuadrado en doble altura cubierto mediante bóveda y delimitado mediante una arquería perimetral con balcones, que se configura por sus elegantes proporciones como una de las piezas fundamentales del palacio

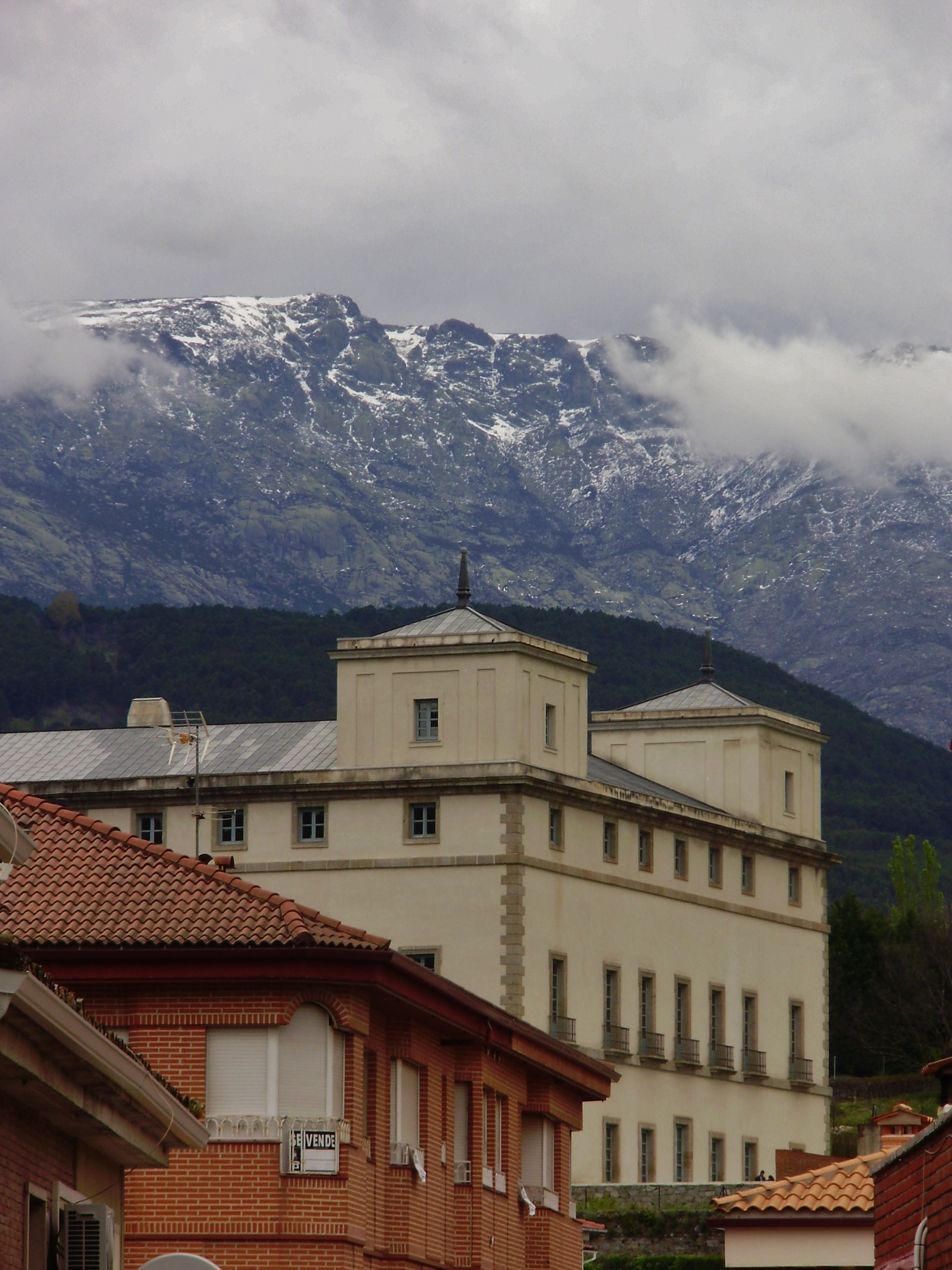
Vista del palacio con el Peñón del Mediodía al fondo.

El palacio limita al oeste con la Casa de Oficios y las caballerizas. La Casa de Oficios, destinada a la servidumbre del Infante, se inspira en el proyecto diseñado por Ventura Rodríguez para la Casa de Correos de la Puerta del Sol de Madrid. Construida en mampostería y ladrillo, dividida inicialmente en trece departamentos, este paralelogramo comprende una planta baja y otra alta. El piso inferior se articula alrededor de un patio central. En los bajos de la Casa, se encontraban las caballerizas del palacio, donde también estaba prevista una sencilla fuente diseñada por Ventura Rodríguez.
Una parte importante del proyecto la constituían los jardines, cuyo diseño presentaba una tipología cercana a los jardines ornamentales de la Granja, plantados de parterres en «broderie», articulados alrededor de fuentes circulares de tipología muy elaborada, como la fuente de los delfines, en parte conservada, diseñada por Ventura Rodríguez.